# Parawixia destricta
Parawixia destricta là một loài nhện trong họ Araneidae.
Loài này thuộc chi Parawixia. Parawixia destricta được Octavius Pickard-Cambridge miêu tả năm 1889.